# Pittsville (Wisconsin)
Pittsville is een plaats (city) in de Amerikaanse staat Wisconsin, en valt bestuurlijk gezien onder Wood County.

## Demografie
Bij de volkstelling in 2000 werd het aantal inwoners vastgesteld op 866. In 2006 is het aantal inwoners door het United States Census Bureau geschat op eveneens 866.

## Geografie
Volgens het United States Census Bureau beslaat de plaats een oppervlakte van 5,2 km², geheel bestaande uit land.

## Plaatsen in de nabije omgeving
De onderstaande figuur toont nabijgelegen plaatsen in een straal van 24 km rond Pittsville.